# شوقي إبراهيم علام
شوقي إبراهيم عبد الكريم علّام (12 أغسطس 1961)، عميد معهد الدراسات الإسلامية بالعجوزة، وأستاذ الفقه الإسلامي والشريعة بجامعة الأزهر. وهو المفتي السابق لجمهورية مصر العربية، وقد تولّى منصبه في فترة دقيقة من عمر الوطن (2013–2024)، شهدت تحديات فكرية ومجتمعية جسيمة. تميز بعقلية مؤسسية ورؤية تجديدية جمعت بين عمق التكوين الأزهري والانفتاح على أدوات العصر، مما مكنه من إحداث نقلة نوعية في الأداء الإفتائي. أسّس مرصد الفتاوى التكفيرية كجهاز بحثي تحليلي يتابع الظواهر المتطرفة ويواجهها علميًّا، وأشرف على مشروعات استراتيجية وضعت دار الإفتاء في صدارة المؤسسات الدينية عالميًّا. اتسم خطابه بالاتزان، حيث أعاد للفتوى هيبتها، وربطها بحاجات الإنسان المعاصر وقضايا المجتمع الكبرى كالبيئة والمواطنة والتحول الرقمي. وقد رسّخ خلال مسيرته صورة المفتي كعالمٍ مُجَدِّدٍ، وقائدٍ واعٍ بالتحديات المحلية والدولية.

## حياته الخاصة
ولد في محافظة البحيرة الدلنجات في قرية زاوية أبو شوشة في الثاني عشر من أغسطس 1961، ومتزوج ولدية‌ 4‌ أولاد‌.

## تعيين المفتي الجديد
في 11 أغسطس 2024، أصدر الرئيس عبد الفتاح السيسي قراراً بتعيين الدكتور نظير محمد عياد مفتياً للجمهورية خلفاً للدكتور شوقي علام، بناء على ترشيح شيخ الأزهر الدكتور أحمد الطيب.

## المؤهلات العلمية
- الإجازة العالية (الليسانس) في الشريعة والقانون سنة (1984م) من كلية الشريعة والقانون بطنطا - جامعة الأزهر بتقدير جيد جدًّا مع مرتبة الشرف.
- التخصص (الماجستير) في الفقه من كلية الشريعة والقانون بالقاهرة سنة (1990م) بتقدير جيد جدًّا.
- العالمية (الدكتوراه) في الفقه[9] [10][11] من كلية الشريعة والقانون بالقاهرة سنة (1996م) بتقدير مرتبة الشرف الأولى.

## المنــاصب التي شغلها
- عميد معهد الدراسات الإسلامية بالعجوزة.[2]
- تولى منصب الإفتاء المصرية، بداية من 4 مارس 2013 ولغاية 11 أغسطس 2024.
- أعير إلى معهد العلوم الشرعية بسلطنة عمان من سنة 2001 إلى 2010م
- أستاذ مساعد بقسم الفقه بكلية الشريعة والقانون بطنطا، من: 24/ 3/ 2002م.
- رئيس قسم الفقه وأصوله بمعهد العلوم الشرعية بسلطنة عمان من2007 إلى 2010م.
- أستاذ بقسم الفقه بكلية الشريعة والقانون بطنطا من 28/ 9/ 2011.
- رئيس قسم الفقه بكلية الشريعة والقانون بطنطا من 8/ 1/ 2012م حتى 3/3/2013 .
- عضو لجنة الدراسات الفقهية بالمجلس الأعلى للشئون الإسلامية 2016 [12]
- عضو بمجلس أمناء «منتدى تعزيز السلم»[13]

## المؤلفات العملية

### أولًا: الرسائل العلمية
- دراسة وتحقيق القسم الثالث والرابع من كتاب البيوع من مخطوط الذخيرة، للقرافي، رسالة ماجستير (1990م).
- إيقاف سير الدعوى الجنائية وإنهاؤها بدون حكم في الفقه الإسلامي والقانون الوضعي، دراسة مقارنة، رسالة دكتوراه (1996م).

### ثانيًا: البحوث المتخصصة
- دور الدولة في الزكاة، دراسة مقارنة في الفقه الإسلامي، سنة (1998م).
- أحكام خيار المجلس، دراسة مقارنة في الفقه الإسلامي والقانون المدني، بحث منشور في المجلة العلمية لكلية الشريعة والقانون بطنطا، العدد الحادي عشر (1999م).
- حبس المدين، دراسة مقارنة في الفقه الإسلامي، بحث منشور في المجلة العلمية لكلية الشريعة والقانون بطنطا، العدد الحادي عشر (2000م).
- الولاية في عقد النكاح، دراسة مقارنة في الفقه الإسلامي، سنة (2001م).
- الطلاق السني والبدعي حقيقة وحكمًا، دراسة مقارنة في الفقه الإسلامي، سنة (2002م).
- الحكم القضائي وأثره في رفع الخلاف الفقهي، دراسة في عوامل استقرار الحكم القضائي في الفقه الإسلامي، سنة (2003م). ونُشر في المجلة العلمية لكلية الشريعة والقانون بطنطا، العدد الحادي والعشرين، الجزء الرابع (1427هـ/ 2006م).
- التفريق القضائي بين الزوجين للعلل والعيوب، عند الفقهاء وما عليه قانونا الأحوال الشخصية المصري والعماني، دراسة مقارنة. بحث قدِّم إلى ندوة الفرقة بين الزوجين التي أقامتها كلية الشريعة والقانون بالتعاون مع وزارة العدل بسلطنة عمان، سنة (2005م)، وتم نشره في المجلة العلمية (روح القوانين) التي تصدرها كلية الحقوق جامعة طنطا، مصر، في العدد الثالث والثلاثين، أغسطس (2006م).
- المقاصد الشرعية بين كتابي المصنف وقواعد الإسلام. بحث قدِّم إلى ندوة: تطور العلوم الفقهية بسلطنة عمان، الفقه الإباضي والمقاصد الشرعية، والتي أقامتها وزارة الأوقاف والشؤون الدينية بسلطنة عمان، سنة (2006م)، وتم نشره في مجلة (روح القوانين) التي تصدرها كلية الحقوق جامعة طنطا، مصر، في العدد الرابع والأربعين لسنة 2008، بعنوان التفريع الفقهي المبني على مراعاة مقاصد الشريعة من خلال كتابي المصنف وقواعد الإسلام في الفقه الإباضي.
- تحديد الجنس وتغييره بين الحظر والمشروعية، دراسة مقارنة (2006م). بحث منشور في المجلة العلمية لكلية الشريعة والقانون بطنطا، في العدد الثاني والعشرين، الجزء الثاني (1428هـ/ 2007).
- المرأة والعولمة في شبه الجزيرة العربية. بحث قدِّم إلى ندوة (المرأة المسلمة في العصر الحديث) والتي أقامها مركز السلطان قابوس للثقافة الإسلامية التابع لديوان البلاط السلطاني بسلطنة عمان في الفترة من 4 – 5 فبراير 2007م.
- الحقوق السياسية للمرأة المسلمة، دراسة تأصيلية تطبيقية مقارنة في الفقه الإسلامي. بحث منشور في المجلة العلمية لكلية الشريعة والقانون بطنطا، في العدد الثالث والعشرين (1428هـ/ 2008م).
- القواعد الفقهية ودورها في التفسير القضائي للعقد عند التنازع في عباراته المرتبة للحقوق والالتزامات في الفقه الإسلامي، بحث منشور في المجلة العلمية لكلية الشريعة والقانون بطنطا، في العدد الرابع والعشرين (2008م).
- منهج الفقه العماني في معالجة القضايا المعاصرة، بحث قدم إلى ندوة: تطور العلوم الفقهية بسلطنة عمان، فقه التوقع، والتي أقامتها وزارة الأوقاف والشؤون الدينية بسلطنة عمان، سنة (2009م).
- الحقوق المقدمة عند التزاحم في الفقه الإسلامي (2010م).

### ثالثًا: الكتب العامة

#### مؤلفات
- محاضرات في فقه العبادات (فقه الحج والعمرة) سنة (96/ 97م).
- مبادئ علم الميراث، سنة (98/ 99م).
- الموجز في قواعد الفقه الكلية، سنة (2004م).
- محاضرات في فقه المعاملات، دراسة لبعض عقود المعاملات المالية في الفقه الإسلامي، سنة (2004م).
- محاضرات في فرق عقد النكاح، دراسة مقارنة في الفقه الإسلامي وما عليه قانون الأحوال الشخصية العماني (2008م).
- محاضرات في النظام القضائي في الفقه الإسلامي مقارنًا بقانون السلطة القضائية العماني سنة (2008م).
- محاضرات في الفقه المالكي لطلبة الفرقة الثانية بكلية الشريعة والقانون بطنطا، سنة 2011/ 2012م.
- دروس في فقه الأحوال الشخصية، سنة 2012م.
- محاضرات في الفقه المالكي لطلاب الفرقة الرابعة بكلية الشريعة والقانون بطنطا بالاشتراك مع الدكتور محمد إبراهيم صباح (2012/ 2013م).
- فتاوى وأحكام المرأة في الإسلام، سنة 2014م
- فتاوى الشباب، سنة 2014م.
- أحكام المسافر، سنة 2014م.
- الجهاد (مفهومه -ضوابطه –أحكامه) من خلال فتاوى دار الإفتاء المصرية، سنة 2014م.
- فقه الجندية من واقع فتاوى دار الإفتاء المصرية، سنة 2015م.

#### تقديم
قدَّم لمجموعة من الكتب منها:
- الفتوى بين الأصالة والمعاصرة.
- موسوعة الفتاوى المهدية في 20 مجلدًا، الصادرة عن دار الإفتاء.
- كتاب الإفتاء المصري.
- كتاب الصيام، الصادر عن دار الإفتاء المصرية.
- كتاب الحج والعمرة، الصادر عن دار الإفتاء المصرية.
- كتاب أحكام المسافر، الصادر عن دار الإفتاء المصرية.
- أعمال وبحوث المؤتمر العالمي الأول لدار الإفتاء المصرية.
- مسيرة الفتوى في الديار المصرية.

### المواد والمقررات التي قام بتدريسها
- الفقه المالكي لطلاب الفرقة الثانية بكلية الشريعة والقانون بطنطا.
- الفقه المالكي لطلاب الفرقة الخامسة بكلية الشريعة والقانون بطنطا.
- فقه المعاملات، معهد العلوم الشرعية بسلطنة عمان «طالبات»، وكلية التربية جامعة السلطان قابوس، بسلطنة عمان (انتداب) بناء على ترشيح معهد العلوم الشرعية، سنة 2005.
- قواعد الفقه الكلية، في معهد العلوم الشرعية بسلطنة عمان.
- فقه التركات والمواريث، في كلية الشريعة والقانون بطنطا وكلية اللغة العربية بإيتاي البارود، وكلية الدراسات الإسلامية والعربية بدمياط، جامعة الأزهر، ومعهد العلوم الشرعية بمسقط، سلطنة عمان.
- فقه الأسرة مقارنًا بقانون الأحوال الشخصية العماني، في معهد العلوم الشرعية بسلطنة عمان.
- الأحوال الشخصية للمسلمين، في كلية الشريعة والقانون بطنطا.
- الاقتصاد الإسلامي، في معهد العلوم الشرعية بسلطنة عمان.
- تاريخ التشريع الإسلامي، في معهد العلوم الشرعية بسلطنة عمان.
- مقاصد الشريعة الإسلامية، في معهد العلوم الشرعية.
- المدخل لدراسة العلوم القانونية، في معهد العلوم الشرعية بسلطنة عمان.
- نظام القضاء في الإسلام مقارنًا بقانون السلطة القضائية العماني، في معهد العلوم الشرعية بسلطنة عمان.

## المؤتمرات والندوات التي شارك فيها بالحضور أو البحوث
المشاركة في أكثر من خمسين مؤتمرًا محليًّا ودوليًّا منها:
1. مؤتمر: (الاستنساخ بين الطب والفقه والقانون)، الذي أقامته كليه الطب بجامعة طنطا، سنة (1996م)، مشاركة بالحضور بناء على توجيهات كلية الشريعة والقانون بطنطا.
2. مؤتمر: (التطبيق المعاصر للزكاة)، الذي أقامه مركز صالح عبد الله كامل بجامعة الأزهر، سنة (1998م)، مشاركة بالحضور بصفة شخصية.
3. ندوة: (الفرقة بين الزوجين)، التي أقامتها كلية الشريعة والقانون بالتعاون مع وزارة العدل بسلطنة عمان، سنة (2005م)، مشاركة ببحث بعنوان: التفريق القضائي بين الزوجين للعلل والعيوب، وقد سبق ذكره.
4. ندوة: (تطور العلوم الفقهية بسلطنة عمان، الفقه الإباضي والمقاصد الشرعية)، التي أقامتها وزارة الأوقاف والشؤون الدينية بسلطنة عمان، سنة (2006م)، مشاركة ببحث المقاصد الشرعية من خلال كتابي المصنف وقواعد الإسلام.
5. ندوة: (المرأة المسلمة في العصر الحديث) التي أقامها مركز السلطان قابوس للثقافة الإسلامية التابع لديوان البلاط السلطاني بسلطنة عمان في الفترة من 4 – 5 فبراير 2007م. مشاركة ببحث بعنوان: المرأة والعولمة في شبه الجزيرة العربية.
6. ندوة (تطور العلوم الفقهية في عمان) والتي تعقدها وزارة الأوقاف والشؤون الدينية بسلطنة عمان في الفترة من 2009م. مشاركة ببحث بعنوان: منهج الفقه العماني في معالجة القضايا المعاصر.
7. ندوة الأوقاف في عمان، التي أقامها مركز الدراسات العمانية بجامعة السلطان قابوس بسلطنة عمان سنة 2009م. مشاركة بالحضور بناء على تكليف من معهد العلوم الشرعية بمسقط.
8. المؤتمر العالمي التاسع للزكاة، الذي عُقد بالعاصمة الأردنية عمان في الفترة من 26/ 11/ 2012 إلى 28/ 11/ 2012م مشاركة بالحضور والمناقشة بناء على ترشيح الإمام الأستاذ الدكتور أحمد الطيب شيخ الأزهر.
9. ندوة وزارة الأوقاف والشؤون الإسلامية سلطنة عمان تحت عنوان (فقه رؤية العالم والعيش فيه في المذاهب الفقهية والتجارب المعاصرة)، خلال الفترة من 6 – 9 أبريل 2013م مشاركة بالحضور.
10. ندوة جامعة السلطان قابوس سلطنة عمان تحت عنوان (العلماء العلمانيون والأزهريون والقواسم المشتركة) خلال الفترة 14 – 16 أبريل 2013م بمشاركة بالحضور.
11. ضيف شرف الملتقى الدولي التاسع للمذهب المالكي الذي عقد تحت رعاية فخامة السيد/ عبد العزيز بوتفليقة، رئيس جمهورية الجزائر، تحت عنوان (تقعيد الفقه المالكي وتقنينه) خلال الفترة 7-9 مايو 2013.
12. المشاركة في المجالس الحسنية التي تعقد بالقصر الملكي بالرباط تحت عنون: (البُعد الأخلاقي في المعاملات المالية من المنظور الإسلامي) المنعقد خلال شهر رمضان المُعَظَّم لسنة 1434هـ = يوليو-أغسطس لسنة 2013م.
13. المشاركة في المجلس العلمي الثالث بدولة الأردن بتاريخ 26/ 7/ 2013 من المجالس العلمية الهاشمية في شهر رمضان المبارك برعاية ملكية سامية.
14. المشاركة في افتتاح أكبر مسجد في سلطنة عمان خلال الفترة من 3 إلى 6 سبتمبر 2013.
15. المشاركة في الاجتماع الدولي للسلام بعنوان «شجاعة الأمل» الذي عقد في روما في الفترة من 29 سبتمبر حتى 1 أكتوبر 2013.
16. المشاركة في المنتدى العالمي الخاص بمركز الملك عبد الله بن عبد العزيز الدولي للحوار بين الأديان والثقافات حول موضوع (صورة الآخر) في الفترة من 18-19 نوفمبر 2013م فينا - النمسا.
17. المشاركة في مؤتمر مقاصد الشريعة وتطبيقاتها المعاصرة في الفترة من 22-23 ديسمبر 2013م، بجامعة اليرموك بالأردن.
18. المشاركة في توقيع بروتوكول تعاون بين مصر ودولة الإمارات في مجال الإفتاء في الفترة من 12-14 مارس 2014 أبوظبي.
19. مرافقة الإمام أ.د/ أحمد الطيب شيخ الأزهر ضمن الوفد المشارك في إطار التشاور وتبادل الرأي مع العلماء والمسؤولين لتعزيز التعاون المشترك في المجال الديني بين البلدين بدعوة من الشيخ صباح الأحمد الجابر أمير دولة الكويت في الفترة من 17-19 مارس 2014م بالكويت.
20. المشاركة في المنتدى (تعزيز السلم في المجتمعات المسلمة) في الفترة من 8-10 مارس 2014 بأبو ظبي.
21. المشاركة في أعمال الندوة السنوية التي تقيمها وزارة الأوقاف والشؤون الدينية بعمان بعنوان (الفقه الإسلامي: المشترك الإنساني والمصالح) في الفترة من 6-9 أبريل 2014م.
22. المشاركة في الجزائر لحضور الملتقى الدولي العاشر للمذهب المالكي، الذي تنظمه وزارة الشؤون الدينية والأوقاف بالجزائر، حيث يحل كضيف شرف للملتقى من الفترة 20 – 21 مايو في ولاية "عين الدفلى"، موضوع "علم الفروق عند المالكية وتطبيقاته من خلال المحاور التالية: "علم الفروق، المفهوم والنشأة"، علم الفروق وعلاقته بالتقعيد "القواعد الأصولية - القواعد الفقهية - القواعد المقاصدية".
23. المشاركة في اللقاء الدولي للسلام بعنوان (السلام هو المستقبل) حوار الديانات والحضارات خلال المائة سنة بعد الحرب العالمية الأولى والمنعقد في مدينة أنتويرب (بلجيكا) في الفترة من 7-9 سبتمبر 2014م.
24. دعوة موجهة من فخامة رئيس دولة الشيشان/ رمضان قديروف بعنوان (التصوف أمان للإنسان واستقرار للأوطان) خلال الفترة من 27-29 أغسطس 2014م.
25. دعوة لكوريا الشمالية موجهة من السيد/ مان هي لي رئيس مجلس إدارة الثقافة السماوية (السلام العالمي إحياء النور) وذلك للمشاركة في مؤتمر الاتحاد العالمي للديانات قمة السلام، المنعقد في العاصمة سيول، كوريا الشمالية، في الفترة من 17-19 سبتمبر 2014م.
26. دعوة السيد الأستاذ/ تمام سلام رئيس الوزراء اللبناني ورئيس المجلس الانتخابي الإسلامي لحضور حفل تنصيب سماحة مفتي الجمهورية اللبنانية الشيخ/ عبد اللطيف دريان خلال الفترة 16-17 سبتمبر 2014م.
27. دعوة مركز الملك فيصل للبحوث والدراسات الإسلامية مع جامعة سيراكيوز الأمريكية بالمملكة العربية السعودية لحضور المؤتمر الدولي عن (تقاليد الحرب في ضوء الشريعة الإسلامية وتطبيقاتها في الصراعات المعاصرة) في مدينة الرياض، خلال الفترة من 14-20 ديسمبر 2014م.
28. المشاركة في الدعوة الموجهة من الأستاذ الدكتور/ يعقوب إبراهيم، وزير الاتصالات والمعلومات ومسؤول الشؤون الإسلامية بجمهورية سنغافورة؛ وذلك لإلقاء ندوة حول القضايا الإسلامية المعاصرة للمجتمعات المسلمة بسنغافورة، وذلك في الفترة من 23-28 يناير 2015م.
29. عقد المؤتمر العالمي للإفتاء في أغسطس 2015م تحت إشراف دار الإفتاء المصرية، وبمشاركة وفود من كبار المفتين من 50 دولة، تحت عنوان «الفتوى … إشكاليات الواقع وآفاق المستقبل»، تحت رعاية السيد الرئيس عبد الفتاح السيسي رئيس الجمهورية.
30. المشاركة في مؤتمر «دور الإعلام الديني في تعزيز قيم التسامح والاعتدال» الذي نظمته دار الفتوى اللبنانية، في العاصمة اللبنانية بيروت في ديسمبر 2015م.
31. المشاركة في مؤتمر: «حقوق الأقليات الدينية في الديار الإسلامية»، الذي يعقد بمدينة مراكش في المغرب في الفترة ما بين 25-27 يناير 2016م، تحت رعاية العاهل المغربي الملك محمد السادس، وتنظمه وزارة الأوقاف المغربية بالتعاون مع منتدى تعزيز السلم والأمن في المجتمعات برئاسة الشيخ العلامة عبد الله بن بيه.
32. المشاركة في الاجتماع السنوي لمنتدى «دافوس» العالمي شرق سويسرا، بدعوة رسمية من رئيس المنتدى الاقتصادي العالمي، وبحضور أكثر من 150 من رؤساء الدول والحكومات وكبار الشخصيات حول العالم في 20 يناير 2016م.
33. المشاركة في مؤتمر «دور القيم الروحية في التصدي للتطرف والإرهاب» في الهند في مارس 2016م.
34. المشاركة في مؤتمر الإفتاء الدولي (نقض شبهات التطرف والتكفير) الذي عقد تحت رعاية ملك الأردن ونظمته دائرة الإفتاء الأردنية في مايو 2016م.
35. إلقاء محاضرة في جامعة بون الألمانية في يوليو 2016م بالتعاون مع مركز دراسات الأمن الدولي والحوكمة بجامعة بون ومكتب الأمم المتحدة ببون، وحضرها 500 من أساتذة الجامعة والمفكرين وصانعي القرار في ألمانيا.
36. الملتقى الثالث لمنتدى تعزيز السلم بالإمارات

## الرسائل التي قام بالاشتراك في مناقشتها
- رسالة دكتوراه بعنوان: النشر الإخباري ضوابطه وأحكامه الفقهية. دراسة مقارنة، مقدمة من الباحث/ محمود أحمد طه شعيب.
- رسالة دكتوراه بعنوان: طرق استثمار الفائض التأميني. دراسة فقهية اقتصادية، مقدمة من الباحث/ هشام السيد عطية الجنايني.
- رسالة ماجستير بعنوان: الاختيارات الفقهية للإمام البغوي في كتابه التهذيب من بداية كتاب اللعان إلى نهاية كتاب النفقة، مقدمة من الباحث/ حسام محمد الشتيحي.
- رسالة ماجستير بعنوان: دراسة وتحقيق من أول كتاب الهبة إلى نهاية كتاب الإجارة من مخطوط كشف الرمز عن خبايا الكنز للإمام الحموي، مقدمة من الباحث/ أحمد عبد العزيز عطية.
- رسالة ماجستير بعنوان: دراسة وتحقيق من أول باب أحكام الإكراه إلى نهاية كتاب بيان أحكام العارية من مخطوط كشف الرمز عن خبايا الكنز للإمام الحموي، مقدمة من الباحث/ أحمد حامد أبو النجا.
- رسالة ماجستير بعنوان: دراسة وتحقيق من أول باب (الشهادة بالقتل) إلى آخر باب (الشهادة في الوكالة والوصية) من مخطوط التحرير في شرح الجامع الكبير للإمام الحصيري، مقدمة من الباحث/ أحمد محمد فاروق علي.
- رسالة ماجستير للطالبة/ مها عبد النبي حسن بكلية الدراسات الإسلامية للبنات بالقاهرة.
- رسالة دكتوراه بعنوان: حقوق المجني عليه في تحقيق الدعوى والحكم فيها في الفقه الإسلامي والقانون الجنائي (دراسة مقارنة) مقدمة من الباحث: إبراهيم عبد الجواد خنيزي إلى كلية الحقوق بجامعة طنطا، وشاركت في مناقشتها في 26/ 7/ 2011.
- رسالة ماجستير في الفقه بعنوان: دراسة وتحقيق كتاب الوقف من مخطوط الابتهاج في شرح المنهاج للإمام تقي الدين السبكي، للباحث: عبد الله محمد عبد الله مقدمة إلى كلية الشريعة والقانون بطنطا، وشاركت في مناقشتها في 5/ 10/ 2011م.
- رسالة ماجستير في الفقه بعنوان: دراسة وتحقيق من أول باب الحوالة إلى آخر كتاب العارية من مخطوط الابتهاج في شرح المنهاج للإمام تقي الدين السبكي للباحث: المرسي علي المرسي غنيم مقدمة إلى كلية الشريعة والقانون بطنطا وشاركت في مناقشتها في 17/ 4/ 2012م.
- رسالة ماجستير في الفقه بعنوان: دراسة وتحقيق من أول فصل في بيان حكم بيع الفضولي إلى نهاية كتاب: بيان أحكام الحوالة من مخطوط كشف الرمز عن خبايا الكنز، للإمام: السيد أحمد بن محمد الحموي، مقدمة من الباحث: السيد أحمد قطب الشال مقدمة إلى كلية الشريعة والقانون بطنطا وشاركت في مناقشتها، في 24/ 4/ 2012م.
- رسالة دكتوراه بعنوان: الرؤية وما يترتب عليها من أحكام في الفقه الجنائي الإسلامي، مقدمة من الباحثة علا حسن سيد على أحمد، إلى كلية البنات الإسلامية جامعة عين شمس، وقد شاركت في مناقشتها في 4/ 6/ 2013.
- رسالة دكتوراه بعنوان الضبطية القضائية دراسة مقارنة بين القانون الجنائي والشريعة الإسلامية، مقدمة من الباحث: أحمد عبد الله السيد. كلية الحقوق جامعة الإسكندرية قسم القانون الجنائي وقد شاركت في مناقشتها في 5/ 2/ 2014.
- رسالة ماجستير في الفقه بعنوان المجتبى شرح مختصر القدوري للإمام مختار بن محمود بن محمد الزاهدي دراسة وتحقيق من أول كتاب الحج إلى آخر كتاب الصرف، مقدمة من الباحث: محمود أحمد عبد الحفيظ، جامعة الأزهر كلية الدراسات الإسلامية والعربية للبنين بالقاهرة، وقد شاركت في مناقشتها في 13/ 5/ 2014م.
- الإشراف على رسالة دكتوراه في الفقه الإسلامي بعنوان منهج دار الإفتاء المصرية في فتوى النوازل في المعاملات المالية، في الفترة من 1946 إلى 2014 مقدمة من الباحث/ محمود محمد محمد أنور.

## الدورات وعضوية اللجان العلمية والإدارية
- حصل على دورة في فهم الحاسوب من معهد بولغلوت بمسقط، سلطنة عمان، بتقدير ممتاز، سنة 2009.
- حصل على دورة المراجعة الخارجية من دورات الجودة والاعتماد، التي أُقيمت بمقر كلية الشريعة والقانون بطنطا سنة 2011م.
- عضو لجنة إعداد برنامج الماجستير بمعهد العلوم الشرعية بمسقط بالاشتراك مع كلية التربية بجامعة السلطان قابوس بسلطنة عمان.
- عضو لجنة الدراسات العليا بكلية الشريعة والقانون بطنطا.
- عضو مجلس كلية الشريعة والقانون بطنطا.
- عضو مجلس إدارة بنك ناصر الاجتماعي.
- عضو المجلس الأعلى للشؤون الإسلامية.
- عضو اللجنة الدائمة لجائزة وزارة الأوقاف للدراسات الإسلامية.
- عضو لجنة الخمسين لتعديل الدستور ممثلًا عن الأزهر بصفة أساسية بناء على قرار السيد رئيس الجمهورية برقم (570) لسنة 2013.
- عضو مجمع البحوث الإسلامية بناء على القرار رقم (53) لسنة 2014.
- عضو اللجنة العليا للإصلاح التشريعي بناء على قرار السيد رئيس الجمهورية.
- عضو الهيئة العامة لمحو الأمية وتعليم الكبار بناء على قرار السيد رئيس الجمهورية.
- رئيس اللجنة التنفيذية العليا بجمعية البترول والثروة المعدنية.
- عضو ومقرر مجلس أمناء بيت الزكاة والصدقات.
- عضو مجلس إدارة بنك ناصر الاجتماعي.
- عضو لجنة الإصلاح التشريعي، التي أصدر الرئيس عبد الفتاح السيسي قرارًا بتشكيلها في يونيو 2014م.
- عضو لجنة تطوير مناهج التعليم، المختصة بوضع آليات لمراجعة مناهج التعليم الجامعي وما قبل الجامعي، ووضع خطة شاملة لتقييم هذه المناهج وتطويرها وتجديدها بما يتناسب مع كل مرحلة تعليمية، وذلك في العام 2015م.

## اللقاءات المهمة والدولية
- التقى رئيس سنغافورة «توني تان» أواخر يناير 2015م، بالقصر الرئاسي السنغافوري، حيث استعرض معه التطورات الإيجابية في مصر بعد الثلاثين من يونيو، بالإضافة إلى تأكيده للرئيس السنغافوري على أن الإرهاب لا دين له ولا وطن وأن العالم ليس بمنأًى عن هجماته مما يحتم على الجميع الاتحاد في مكافحته والقضاء عليه فكريًّا وأمنيًّا.
- التقى «ماساجوس زوكفل» وزير خارجية سنغافورة، عقب مشاركته بمؤتمر شرم الشيخ الاقتصادي، في مارس 2015م.
- التقى وزير الداخلية الهولندي «رونالد بلاسترك»، ونائب وزير الخارجية الهولندي «رينيه جونز» في أولى جولاته الأوروبية لتصحيح صورة الإسلام في الغرب في أبريل 2015م.
- التقى وزير الداخلية الفرنسي «برنار كازنوف» في 2015م حيث أكد أن دار الإفتاء المصرية لن تألو جهدًا في مساعدة فرنسا ودول العالم في بلورة خطاب ديني وإفتائي رصين يلبي متطلبات المسلمين في فرنسا بالتعاون مع الهيئات الإسلامية المعتمدة هناك.
- عقد لقاءً مفتوحًا مع صناع القرار الفرنسي بمجلس الشيوخ الفرنسي بباريس في أبريل 2015م، أكد فيه أن المتطرفين ضيقوا مفهوم الجهاد وفسروه بأنه القتل والذبح، بل وادعوا زورا وبهتانًا أن هذا المفهوم المشوه هو الجهاد الذي شرعه الله.
- التقى أعضاء البرلمان الهولندي ضمن جولته الأوروبية لتصحيح صورة الإسلام في الغرب في أبريل 2015م، أكد فيها أنه لا أقلية مسيحية في مصر.
- عقد جلسة مباحثات مع «إمانويل بون»، مستشار الرئيس الفرنسي، في قصر الإليزيه الفرنسي، خلال الجولة الأوروبية للمفتي الهادفة لتصحيح صورة الإسلام في الغرب 2016م.
- التقى الأمين العام للأمم المتحدة «بان كي مون» في جلسة مباحثات مطولة على هامش منتدى دافوس العالمي في جينيف يناير 2016م، ودار اللقاء حول رؤية الدولة المصرية في مكافحة التطرف والتحذير من الخطاب العدائي ضد المسلمين.
- عقد جلسة مباحثات ثنائية مع وزير الخارجية الأمريكي «جون كيري» على هامش مشاركته في منتدى دافوس الذي عُقد في شرق سويسرا في يناير 2016م، عرض فيه تجربة دار الإفتاء المصرية في مجالات مكافحة التطرف، والتواصل وبناء الجسور بين الحضارات والثقافات وإرساء مفاهيم السلام والتعايش بين الأديان.
- التقى المدير العام للأمم المتحدة بجنيف «مايكل مولر»، على هامش منتدى دافوس العالمي في جينيف 2016م.
- التقى رئيس المنتدى الاقتصادي العالمي «كلاوس شواب»، على هامش منتدى دافوس العالمي، في جينيف 2016م.
- التقى كبير أساقفة كانتربري «جاستن ويمبلي»، على هامش منتدى دافوس العالمي، في جينيف 2016م.
- التقى مع رئيس الوزراء الهندي «ناريندرا مودي»، على هامش مشاركته في مؤتمر دور القيم الروحية في التصدي للتطرف والإرهاب في الهند، في مارس 2016م.
- كلمة أمام البرلمان الأوروبي في 2016م وشرح الدور الذي تقوم به دار الإفتاء المصرية في قضايا الإعدام.
- لقاء البابا فرانسيس بالفاتيكان، وأوضح خلال اللقاء أن مصر قيادة وشعبًا تثمن ما يقوم به البابا فرانسيس، من جهود كبيرة لنشر السلام والمحبة حول العالم، مؤكدًا على أهمية تعاون القيادات الدينية في حل الأزمات العديدة التي تتعرض لها الإنسانية في الفترة الحالية[14]
- التقى الدكتور شوقى علام ، بـ جان تومبينيسكي، سفير الاتحاد الأوربي لدى الفاتيكان، مؤكدا أن دار الإفتاء حريصة على نشر صحيح الدين وتبذل جهودًا كبيرة لتقديم إرشاد ديني صحيح يؤهل المسلم في العالم أجمع لأن يتعايش مع غيره[14]
- التقى الدكتور شوقي علام،  القس أنتونيو كاملاري،  نائب وزير الخارجية في الفاتيكان، مؤكداً أن فهم الدين على النحو الصحيح يحتاج إلى متخصصين يفهمون النص الشريف ويدركون الواقع المعيش ويعرفون كيفية الوصل بينهما، وقال «أننا في مصر نعالج قضايا التطرف الديني من منطلق رسالتنا الأساسية بأن الهدف الأسمى لكل الأديان هو تحقيق السلم العالمي»[14]

## التكريم والجوائز
- الحصول على جائزة أبرز راعٍ للسلام من منظمة «التحالف العالمي للأديان» بسيول بكوريا الجنوبية لعام 2014م، حيث أكدت المنظمة أن التكريم جاء للتعبير عن شكرها له عن تفانيه وجهوده نحو تحقيق السلام ونشر العلم والتنوير في أمته والعالم أجمع.[15]
- سلم الشيخ محمد أحمد حسين، المفتي العام للقدس والديار الفلسطينية، درع القدس له، تقديرًا لتعاونه وعطائه وجهوده الدائمة لدعم القضية الفلسطينية والقدس الشريف عام 2015م.[16]
- أهدت وزارة الدفاع المصرية درع القوات المسلحة المصرية له في نهاية العام 2015م؛ تكريمًا له على جهود دار الإفتاء في تصحيح المفاهيم وبيان صورة الإسلام السمحة، ومن بين تلك الأعمال الجليلة كتاب «فقه الجندية» الذي أصدرته الدار مؤخرًا.[17]